# Dacia
Dacia era în antichitate țara locuită de geto-daci, care erau inițial împărțiți într-un număr de formațiuni tribale. Dacii ocupau un teritoriu cuprins între: râul Tisa (vest), râul Nistru și Marea Neagră (est), Dunărea (sud) și Carpații Păduroși (nord). În anumite părți chiar depășeau aceste hotare: spre est peste Nistru, „înaintând până spre Bug”, iar spre vest, „ajunseră până la Dunărea panonică”.
A existat un proces de unificare a formațiunilor dacice. Regatul dacic a ajuns la cea mai mare întindere a sa în timpul regelui Burebista, având ca hotare: țărmul Mării Negre și Bugul - spre est, Cadrilaterul boem, Dunărea panonică și Morava - spre vest, Carpații Păduroși - spre nord, iar Muntele Haemus (lanțul Balcanilor) - spre sud. Capitala regatului era orașul Argedava.
Danemarca și sudul Suediei s-au numit după secolul al XII-lea „Dacia“, dar asta este doar o coincidență de nume, nu are nici o legătură cu „Dacia“ antică din România actuală. Până în secolul al XII-lea acele regiuni s-au numit „Dania“, denumire modificată apoi temporar în „Dacia“.

## Geto-dacii
Conform informațiilor rămase de la Strabon, dacii locuiau în zona muntoasă (și indică râul Mureș) până în partea superioară a Dunării (denumită Danubius - de la izvoare și până la Drobeta), iar geții stăpâneau partea de la cataracte, (astăzi Cazane) denumită Istru până la vărsarea acesteia în Marea Neagră. Tot el spune că „dacii au aceeași limbă cu geții” și că „elenii i-au socotit pe geți de neam tracic”. De asemenea, Dio Cassius ce spune că regele getic Burebista i-a zdrobit pe boii și tauriscii conduși de regele Critasir, afirmă că Critasir a fost învins de daci, și păstrează denumirea luptătorilor armatei de geți sau daci pentru a denumi popoarele de la nord.
Totuși prima relatare despre geți aparține lui Herodot care relatează campania din 514–512 î.Hr. a lui Darius împotriva sciților la nord de Marea Neagră, și arată că „înainte de a ajunge la Istru, biruie mai întâi pe geți care s-au crezut nemuritori”, iar despre faptul că au pierdut lupta spune: „ei (geții) au fost cei mai viteji și cei mai neînfricați dintre traci”.
De la istoricul grec Diodorus Siculus aflăm despre victoria strălucită din anul 300 î.Hr. a regelui get Dromihete împotriva regelui macedonean al Traciei, Lisimahos, dar și de generozitatea pe care acesta a arătat-o învinsului, organizând un ospăț pentru el și ceilalți comandanți captivi, geții mâncând cu linguri și castroane de lemn, iar comandanții capturați mâncând cu tacâmuri și din farfurii de aur, pentru ca mai apoi să-i elibereze. Scriitorul antic Justinus ne relatează că în timpul lui Oroles, dacii au fost învinși de bastarni, iar regele lor i-a pedepsit să se poarte ca femeile și doar o victorie în altă bătălie le aduce iertarea.
Inscripțiile descoperite la Histria menționează numele a doi regi geți din secolul al III-lea î.Hr., Zalmodegicos și Rhemaxos, față de care ascultau cetățile grecești din Dobrogea. Trogus Pompeius (sec. I î.e.n. - sec. I e.n.) în Prologul cărții a XXXII-a menționează „un salt de putere a dacilor conduși prin regele Rubobostes și a numărului lor”.
Contemporan cu evenimentele care au dus la constituirea regatului dac, în anul 70 î.Hr., geograful și istoricul Strabon (63 î.Hr. - 19 d.Hr.) relatează: „Ajungând în fruntea neamului său... getul Burebista l-a înălțat atât de mult...încât, a ajuns să fie temut și de romani”. O inscripție grecească din Dionysopolis (Balcic) îl descrie pe Burebista ca fiind: „cel dintâi și cel mai mare dintre regii din Tracia”. Victoriile din luptele purtate de Burebista cu neamurile vecine au făcut ca regatul dacic să ajungă la cea mai mare întindere a sa. De asemenea, pentru a obține aceste succese, Burebista, ajutat și de preotul Deceneu a săvârșit o reformă politico-religioasă a poporului, bazată pe „abstinență și sobrietate și ascultare de porunci”. Dacă la început capitala a fost la Argedava, Burebista a construit una nouă: Sarmizegetusa. Trebuie precizat că: „Păreri ca acelea care văd în numele capitalei dacice Sarmizegetusa o amintire a sarmaților n-au nici un temei istoric”.
Intenția lui Cezar de a organiza o mare expediție în anul 44 î.Hr., împotriva dacilor nu s-a concretizat deoarece a fost asasinat. Nu la mult timp după aceea, și Burebista „a căzut victima unei conspirații de nemulțumiți”. După moartea sa, regatul s-a divizat, astfel încât în timpul lui Octavianus Augustus existau 5 regate dacice, în stânga Dunării, iar în Dobrogea trei. Regii din Dobrogea erau: Roles, Zyraxes și Dapyx. Despre Cotiso se spune că a fost în discuții cu Octavianus Augustus pentru a se căsători cu fiica acestuia Iulia, însă căsătoria nu a mai avut loc. Dicomes a fost unul dintre regii daci care a continuat politica de ostilitate dusă față de Imperiul Roman. Cum regatul său era în câmpia munteană, a încercat să-și întindă stăpânirea peste Dunăre. Ajutat și de bastarni, a trecut în sudul Dunării și i-a bătut pe moesi, tribali, dardani și denteleti. Cum cei din urmă, denteletii - un neam tracic, erau sub protecția romanilor, aceștia trimit o armată sub conducerea lui Crassus, care ajutat și de regele get Roles, duce o serie de bătălii contra bastarnilor. Un alt rege dac, Scorilo (cca. 28 - 68 e.n.) credea și el că nu e bine să intre în conflict cu romanii și la insistențele celor care doreau să atace provinciile de peste Dunăre le explică printr-o pildă practică relatată de istoricul Frontinus: „Scorilo... a pus doi câini să se mănânce între ei și când erau mai în focul bătăliei, le-a arătat un lup pe care, îndată, lăsând furia dintre ei, câinii s-au aruncat”.
În fața pericolului roman ajuns la Dunăre, regele Duras a cedat conducerea lui Decebal. Acest fapt este relatat de Dio Cassius: „Duras care domnise mai înainte lăsase de bună voie domnia”, în favoarea lui Decebal, „fiindcă era foarte priceput la planurile de război și iscusit la înfăptuirea lor”.

## Înfățișarea caracteristică dacilor

Sculptură romană din timpul împăratului Traian înfățișand un dac (Via dei Coronari, Italia)

„Dacii erau oameni voinici, cu părul blond, formând o populație așezată, oameni drepți și viteji, după expresia lui Herodot. Îmbrăcămintea lor consta din pantaloni și o cămașă legată la brâu cu o curea, iar pe vreme rea purtau și blănuri. Femeile aveau fuste lungi. Bărbații și femeile purtau, ca încălțăminte, opinci. Clasa de jos umbla cu capul gol, iar nobilii purtau căciulă, semn distinctiv al puterii lor. Exista, de asemenea, și obiceiul tatuajului, însă numai pentru robi.”
Îmbrăcămintea lor era asemănătoare cu cea a țăranilor români din zilele noastre. Erau bărboși, cu plete mari, purtau pantaloni lungi îndoiți la glezne, tunică scurtă cu mâneci, fiind acoperiți pe cap cu o căciulă (tarabostes) conică iar în picioare aveau opinci. Femeile îmbrăcau o cămașă plisată la gât și pe piept, cu mâneci scurte, conservată astăzi sub numele de ie.

## Civilizație și cultură

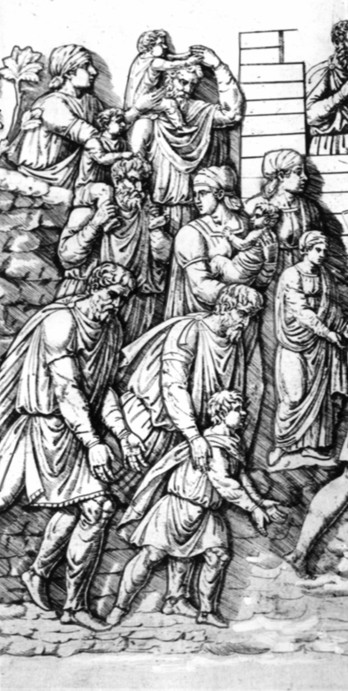
Comați

Dacii erau organizați în state și aveau cetăți numite dava. Din agricultură obțineau: grâu, vin, miere, creșteau vite și cai, dar și pescuiau. Îmbrăcămintea era făcută din lână de oaie și din cânepă. Dacă la șes locuințele erau făcute din nuiele împletite pe pari și zidite cu pământ, la deal și la munte ele erau făcute din lemn, folosindu-se bârnele încheiate. Conducerea o avea regele, ajutat de un sfat de nobili, și mai era consiliat de un preot. Dacii se ocupau cu extracția și prelucrarea metalelor din care confecționau unelte, arme, obiecte de cult sau mobilier, podoabe, vase și monede. Lucrarea metalelor, în special în munții Apuseni, era o îndeletnicire veche în aceste părți. Aurul scos din minele din Dacia ajungea, dus de negustori, până în Scandinavia, și nu numai aurul brut, dar chiar lucrat și lucrat și transformat în diferite obiecte.
Ceramica era prelucrată atât cu mâna cât și cu roata olarului și devenise o artă. Slujbele religioase se țineau în sanctuare ce aveau formă patrulateră sau circulară. Ritualul funerar consta în arderea morților, iar cenușa era pusă în urne și îngropată în pământ. Dacii iubeau muzica. Izvoarele antice spun că ei cântau din gură, dar și din chitare. Dion Hrisostomos îi socotea pe geți la fel de înțelepți ca și grecii.

### Religie
Dacii obținuseră deja un oarecare grad de civilizație între popoarele barbare până să ia pentru prima dată contact cu romanii, și aveau o cultură asociată perioadei La Tène din Epoca Fierului. Ei credeau în nemurirea sufletului și considerau moartea ca o simplă schimbare de țară. Conducătorul preoților avea o poziție importantă ca reprezentant al zeității supreme, Zamolxis/Zalmoxis/Zalmoksha, pe pământ, fiind de asemena și sfătuitorul regelui. Pe lîngă Zamolxe, dacii adorau și soarele, pe care-l reprezentau pe monedele lor ca o roată cu spițe.
Criton (doctorul lui Traian) în Getica a spus că „regii geți au impus frică de zei și concordie prin abilitați și magie, bucurându-se astfel de un statut înalt”. Co-guvernarea preot-rege în Dacia (regele fiind în cele din urmă, mult mai puternic) este similară cu relația Enaree-rege (la sciți), druid-rege (la celți) și chakravartin-yogin (în India), urmând astfel un model comun în nordul Eurasiei al acelor vremuri.
În afară de Zamolxis/Zalmoxis (numit și Gebeleizis de către unii dintre ei), dacii mai credeau și în alte zeități, Derzelas și Bendis, cu toate ca existența lor nu a fost confirmată prin surse de natură arheologică.

### Societate
Ei erau împărțiți în două clase sociale: aristocrația, numită pileați (pileati) sau tarabostes și agricultorii liberi, comații (comati); un număr mic de izvoare istorice menționează și prezența sclavilor. Primii, care aveau dreptul să-și acopere capul purtând o cușmă și formau o clasă privilegiată. Ceilalți, care formau grosul armatei, erau țărani și meșteșugari și purtau părul lung (capillati). Una din armele lor era „sica”.

### Economie
Ocupațiile principale erau agricultura (în special cereale, pomi fructiferi și viță-de-vie), creșterea vitelor și oilor și cunoșteau apicultura; caii erau folosiți mai ales ca animale de povară, dar caii crescuți de daci aveau și faima de a fi foarte buni în război. Ei făceau comerț cu cetățile grecești care, pe atunci, se aflau pe țărmul Mării Negre.
De asemenea, extrăgeau aur și argint din minele din Transilvania și aveau un comerț înfloritor cu exteriorul, constatabil și prin numărul mare de monede grecești si romane descoperite.
Primele monede geto-dace au apărut prin secolul al III-lea î.Hr. și le imitau pe cele macedonene (emise de Filip al II-lea, Alexandru cel Mare și Filip al III-lea). Bătute din argint, după cum atestă tezaurele descoperite la Jiblea (județul Vâlcea), Dumbrăveni (județul Vrancea), monedele geto-dace și-au încetat existența către sfârșitul secolului al II-lea î.Hr și primele decenii ale secolului I î.Hr., o dată cu pătrunderea în regiune a denarului roman (denarius). Aceștia vor domina economia dacică inclusiv în secolul al II-lea d.Hr. Explicația constă în descoperirea unei monetării în cadrul căreia moneda romană republicană era falsificată în așezarea de la Sarmizegetusa Regia. Numărul mare de monede romane republicane descoperite pot fi explicate și în acest sens, nu doar prin relațiile comerciale înfloritoare între lumea dacică și cea greco-romană.
Cele mai importante influențe în prelucrarea metalelor și în alte meșteșuguri erau cele ale celților și ale grecilor, astfel că podoabele și obiectele din metal prețios găsite la săpăturile arheologice dau dovadă de multă măiestrie. Totodată aceste influențe culturale demonstrează vechimea societății geto-dace și întinderea țării lor, care au făcut posibile contactele cu celții și grecii.

### Limbă
Geto-daca este o limbă indo-europeană, aparținând limbilor tracice și fiind astfel înrudită cu limba ilirilor. Ea a fost încadrată convențional în grupa satem, conform acestei încadrări, ea înrudindu-se cu limba vechilor locuitori baltici și cu idiomurile slave, dar, mai mult, cu limba iraniano-persană și cu cea iraniano-scitică, precum și cu sanscrita, armeana și frigiana.
(vezi și Listă de cuvinte românești moștenite probabil din limba dacă).

## Entități politice

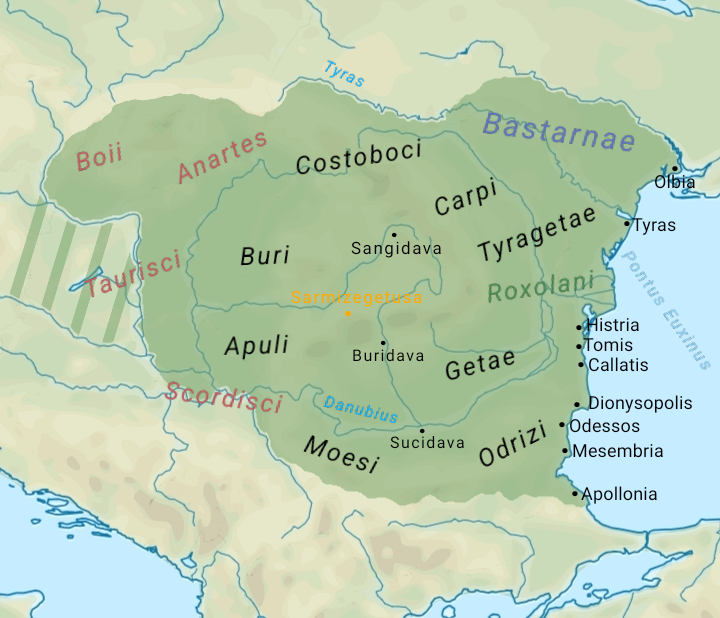
Dacia la cea mai mare extindere teritorială

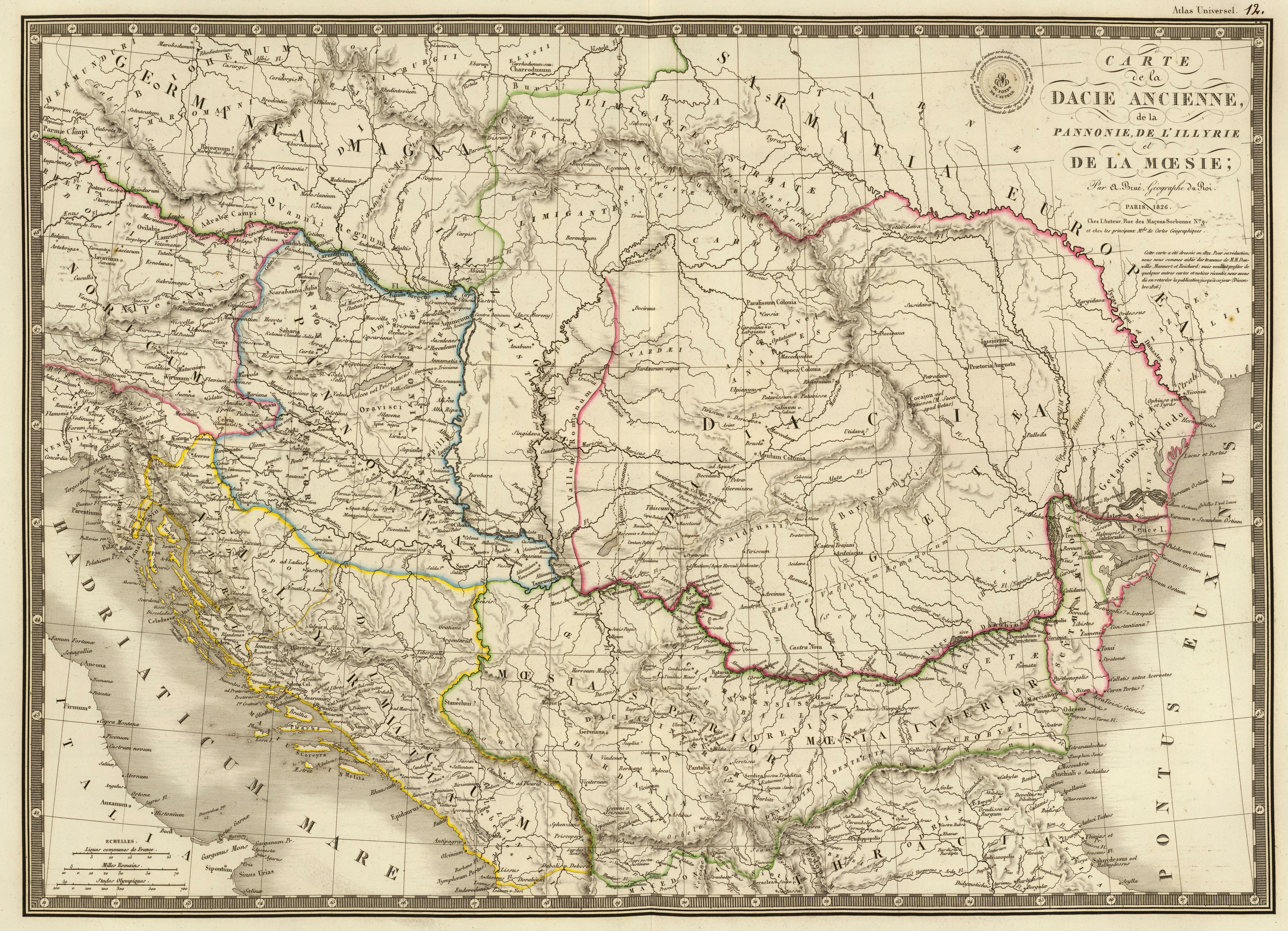
Harta Daciei

Dromihete, conducătorul Geților, l-a invins pe Lysimachus în aproximativ 300 î.Hr. Mai înainte, în 531 î.e.n., Darius al Persiei i-a supus pe Geți alături de Traci. Oroles i-a condus pe Geți în secolul II î.Hr.. Iulius Caesar vorbește despre ținuturile Dacilor în De Bello Gallico. Conflictele cu Bastarnii și apoi cu romanii (112 î.e.n. - 109 î.e.n., 74 î.e.n.) au slăbit puterea dacilor, dar Burebista, contemporan cu Caesar, i-a unit pe Daci într-un regat puternic și a reorganizat armata, învingându-i pe Bastarni și pe Boi, orașele grecești de pe țărmul vestic al Mării Negre, de la Olbia pe râul Bug, și până la Apollonia, în Tracia recunoscându-i autoritatea. Dezvoltarea Daciei reprezenta o amenințare pentru Imperiul Roman, dupa cucerirea Galiei, Caesar inițiind planul unei campanii împotriva Dacilor, dar moartea sa a amânat războiul. Cam în același timp și în circumstanțe asemănătoare(un complot la curtea regală), Burebista moare, iar regatul său este împărțit în cinci regate la nord de Dunăre și trei in Dobrogea, sub conducători diferiți.

## Cucerirea romană

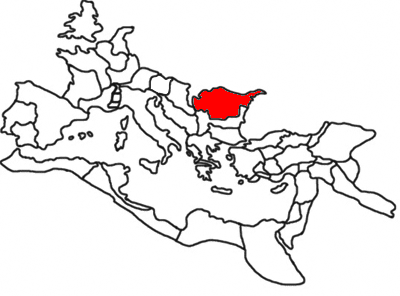
Imperiul Roman în jurul anului 120 d.Hr., aflat la întinderea sa maximă, și provincia Dacia, inclusiv teritoriile deținute temporar.

Din 85 până în 89, dacii au dus două războaie împotriva romanilor sub conducerea lui  Duras si apoi Decebal. După două răsturnări de situații, romanii, sub conducerea lui Tettius Iullianus aveau un mic avantaj, dar vor fi nevoiți să facă pace din cauza înfrângerii lui Domițian de către Marcomani (trib germanic). Între timp, Decebal și-a refăcut armata, iar Domițian este forțat să accepte plata unui tribut anual dacilor. Astfel Roma a platit timp de peste un deceniu tribut Daciei.
Traian inițiază o amplă campanie împotriva dacilor după ce devine imperator, o campanie cunoscută ca Războaiele Dacice, războaie ce vor necesita utilizarea unei treimi din efectivul întregii armate a Imperiului Roman. Rezultatul primei campanii (101-102) a fost atacul capitalei dace, Sarmizegetusa și ocuparea unei părți din țară. Cel de-al doilea război dacic (105-106) s-a terminat cu înfrângerea lui Decebal și sinuciderea acestuia, regatul său fiind cucerit și transformat în provincia romană Dacia. După înfrângerea dacilor, Traian a organizat la Roma cea mai mare și mai costisitoare festivitate, care a durat aproximativ 123 de zile, cantitatea de aur și argint prădată din Dacia de către romani fiind apreciată de cronicarii antici. Zeci de mii de daci au fost duși în sclavie la Roma, alte zeci de mii de daci au fugit din Dacia pentru a evita sclavia.
Detaliile războiului au fost relatate de Dio Cassius, dar cel mai bun comentariu este celebra Columnă a lui Traian construită în Roma.

## Stăpânirea romană
Provincia romană Dacia cuprindea Banatul și Ardealul. Alte regiuni ale fostului regat dac au fost fie incluse provinciei Moesia, fie au rămas libere de stăpânirea romană. Legiunea a XIII-a Gemina și Legiunea a V-a Macedonica, cu numeroase trupe auxiliare staționând în castrele din Alba Iulia și Potaissa. Coloniști din toate provinciile romane au fost aduși in Dacia. De asemenea și mulți daci fugiți în alte zone ale Daciei au revenit.
Trei drumuri militare au fost construite pentru a uni orașele principale, în timp ce un al patrulea, numit „Traian”, traversa Carpații și intra în Transilvania prin trecătoarea Turnu Roșu.
Principalele orașe ale provinciei erau Colonia Ulpia Traiana Sarmizegetusa (astăzi Sarmizegetusa, județul Hunedoara), Apulum (azi Alba-Iulia, județul Alba), Napoca (azi Cluj-Napoca, județul Cluj) și Potaissa (azi Turda, județul Cluj)
Limba română modernă este considerată o limbă romanică. De asemenea, chiar dacă a fost ocupată pentru o perioadă scurtă (107 - 271/276), Dacia a fost poate provincia cu cea mai intensă colonizare, cu oameni din toate provinciile imperiului, iar latina s-a impus ca o lingua franca, procesul fiind asemănător, în anumite privințe, cu colonizarea europeană a Statelor Unite și a Americii Latine.
În timpul cât au făcut parte din structurile Imperiului Roman, teritoriile nord-dunărene au avut mai multe reorganizări administrative, fie că a fost vorba de simple împărțiri, fie că au fost abandonate diferite teritorii. Una dintre cele mai importante reorganizări a avut loc în timpul împăratului Hadrian, reorganizare care poate fi încadrată într-un context mai larg, al crizei Imperiului Roman și al abandonării teritoriilor asiatice cucerite de Traian.
În 106 Decebal este definitiv înfrânt de trupele romane si o parte însemnată a teritoriului condus de acesta este transformat în provincie romană. Traian mai rămâne o perioadă în noua provincie pentru a o organiza. Astfel, el dă o lex provinciae care fixa probabil forma de organizare, conducerea, hotarele, trupele și impozitele.

Harta provinciei romane Dacia

Încă din anul 102, prin pacea încheiată cu Decebal, romanilor le sunt cedate Muntenia, sudul Moldovei, eventual estul Olteniei și sud-estul Transilvaniei care vor fi înglobate provinciei Moesia Inferior din care vor face parte până la moartea lui Traian. Există posibilitatea ca, tot în anul 102 să fi fost creat un district militar roman, sub conducerea lui Longinus și care cuprindea Banatul, vestul Olteniei și sudul Transilvaniei. În anul 106 se formează provincia Dacia propriu-zisă, cuprinzând vestul Olteniei, Banatul și cea mai mare parte a Transilvaniei. În buna tradiție romană, această nou cucerită provincie este organizată ca provincie imperială, adică fondul funciar aparținea împăratului, care recompensa cu terenuri militarii care se distingeau în luptă, funcționarii și cetățenii cu merite deosebite. Dacia va fi condusă de un Legatus augusti pro praetore ales din ordinul senatorial și care îndeplinise în prealabil funcția de consul. Odată stabilită organizarea noii provincii, pacificarea acesteia s-a realizat relativ repede, lucru dovedit și de emisiunea monetară din anul 112, unde legenda Dacia Capta devine, semnificativ, Dacia Augusti Provincia. În anul 117 împăratul Traian, cel care fusese proclamat Optimus Princes, moare. Îi urmează la tron Hadrian, despre viața căruia principalele informații provin din controversata serie de biografii Istoria Augustă. După cum remarcă Dan Ruscu, viața lui Hadrian aparține primului grup de vitae “ceea ce indică un grad mare de informații reale și credibile”. Autorul capitolului despre viata lui Hadrian este Spartianus. Domnia lui Hadrian începe în condiții vitrege. Astfel, el este nevoit să abandoneze teritoriile asiatice cucerite de Traian și care nu fuseseră pacificate. Este lesne de imaginat în ce lumină l-a pus această actiune față de o parte din contemporanii săi, care văzând în Traian pe cel mai bun dintre principi l-au considerat pe Hadrian un succesor nedemn. Un pasaj din Eutropius vorbește despre faptul că în acest context al abandonării provinciilor asiatice, coroborat cu atacurile iazige și roxolane asupra Daciei, Hadrian ar fi avut ideea de a abandona și această provincie, idee la care a renunțat la sfatul “prietenilor” săi care motivau că prea mulți cetățeni romani ar rămâne astfel la bunul plac al barbarilor. Mai important decat faptul că această intenție a existat sau nu, este ceea ce rezultă din textul lui Eutropius, și anume ca, “spre deosebire de provinciile de dincolo de Eufrat, Dacia avea o organizare avansată și un număr mare de coloniști”.
Pentru a îndepărta pericolul creat și a pacifica zona, Hadrian se deplasează la Dunăre în anul 117. Acolo le oferă roxolanilor subsidii, reușind astfel să oprească atacurile venite din partea lor. De asemenea, există posibilitatea ca și abandonarea Munteniei și a sudului Moldovei, întreprinsă de Hadrian, să se fi făcut pentru a le permite roxolanilor să se stabilească în aceste zone. Urmează apoi înfrângerea iazigilor pentru care împăratul îi acordă lui Q. Marcius Turbo, general experimentat care înfrânsese răscoale în Egipt și Cirenaica, o comandă excepțională asupra Daciei și a Pannoniei Inferior. Dificultatea cu care aceste atacuri au fost respinse a făcut evident faptul că Dacia necesita o nouă organizare, o împărțire care să o facă mai ușor de apărat. Această reorganizare a avut loc probabil în anul 118, o dată cu zdrobirea iazigilor.
Cu toate că renunțase la planul abandonării complete a provinciei și că respinsese cu succes atacurile barbarilor, pentru Hadrian era evidentă necesitatea unei noi organizări. De altfel, el revenise la concepția politică a lui Augustus : “o politică defensivă în cadrul limitelor existente”. Se pare că inițial au fost create Dacia Inferior din teritorii care aparțineau Moesiei Inferior: estul Olteniei și probabil sud-estul Transilvaniei, și Dacia Superior cuprinzănd Transilvania, Banatul și vestul Olteniei. Prima mențiune a Daciei Superior apare într-o diplomă militară din 29 iunie 120, ceea ce implică și existența Daciei Inferior. Este de presupus, totuși, că această organizare s-a realizat ceva mai devreme, probabil o dată cu înfrângerea iazigilor, deci în jurul anilor 118-119. După cum am mai menționat, Muntenia si Moldova de sud fuseseră abandonate deja la momentul încheierii păcii cu roxolanii. Cele mai mari probleme în privința reorganizării sunt puse de provincia Dacia Porolissensis. O diplomă militară din 10 august 123, descoperită la Gherla, este dată pentru trei unități auxiliare din această provincie. Aceasta este prima mențiune a Daciei Porolissensis. Părerile istoricilor sunt divergente. Ioan I. Russu consideră că desprinderea Daciei Porolissensis s-a făcut între anii 120-123, aceasta neputând exista înainte de anul 120 când, la 29 iunie, două diplome militare descoperite la Porolissum și Cășeiu vorbesc de Dacia Superior.  Prin urmare, această măsură, neputându-i fi atribuită lui Turbo, ar fi probabil o măsură politico-militară a împăratului Hadrian și a guvernatorului Daciei Superior, Iulius Severus. Pe de altă parte, M. Bărbulescu consideră că noua provincie ar fi fost creată deodată cu Dacia Superior și Inferior și, probabil, nu mai târziu de anul 119, crearea ei înscriindu-se perfect în demersul de reorganizare al împăratului. Oricum ar fi fost, această provincie era formată din zona nordică a fostei provincii Dacia, până la Arieș și Mureșul superior. Având în vedere faptul că Legiunea a IV-a Flavia Felix fusese transferată la Singidunum, în Dacia Superior rămâne o singură legiune, a XIII-a Gemina, ceea ce înseamnă că guvernatorul provinciei avea să fie de acum încolo de rang praetorian. Inițial, Dacia Inferior si Dacia Porolissensis, neavând nicio legiune vor fi conduse de un procurator Augusti. După cum am menționat, scopul creării celor trei provincii a fost facilitarea apărării acestei granițe a Imperiului, foarte întinsă de altfel. Dupa cum afirmă Ioan I. Russu, această reorganizare apare “ca dovadă a intensificării controlului roman în această zonă și a necesității întăririi apărării Daciei printr-un corp de armată auxiliar”.
Mai ales Dacia Porolissensis constituia un bastion înaintat al apărării Imperiului, dispunând încă de la început de o armată proprie, după cum menționează și diploma de la Gherla. Semnificativă este și mutarea, mai târziu, a Legiunii a V-a Macedonica în această provincie, la Potaissa.
Această organizare va dura până în timpul lui Marcus Aurelius care va transforma Dacia într-un organism unitar, noua provincie Dacia, împărțind-o în trei districte financiare: Dacia Apulensis, Dacia Malvensis, Dacia Porolissensis, conduse de un guvernator, consularis trium Daciarum.
În anul 212, împăratul roman Caracalla i-a declarat prin decretul numit „Constitutio Antoniniana” pe locuitorii Daciei cetățeni romani, alături de toți ceilalți cetățeni ai Imperiului Roman.
Se cunosc numele a mai multe cohorte recrutate din Dacia, staționate în Britania la Birdoswald, la Chester și la Vindolanda, în Armenia, în Balcani, în Cappadocia și alte provincii romane.

## Retragerea romană
Stăpânirea romană a provinciei era, însă, dificilă, unii istorici susținând că în provincia Dacia romană nu a existat nici un an fără conflicte cu triburile vecine nesupuse Romei. Se spune că Hadrian, conștient de dificultatea menținerii, s-a gândit la abandonarea provinciei, dar ceea ce l-a făcut să renunțe la acest gând a fost siguranța coloniștilor romani din acea regiune.
Începand cu 234, o serie de evenimente slăbesc puterea Romei. Legiunile din Pannonia își proclamă propriul împărat, din 236 Maximinus Thrax (primul Imparat Roman de origine barbară) se află în razboaie continue cu Dacii Liberi și Sarmații, în cele din urmă fiind asasinat de propriile trupe, între 238 - 251 Goții și Carpii întreprind o campanie de raiduri devastatoare asupra provinciilor romane Dacia și Moesia, asediind orase situate adânc în Balcani și destabilizând Imperiul Roman - Decius e primul impărat roman care moare pe câmpul de luptă. În timpul lui Gallienus romanii pierd controlul în Dacia în fata Goților și a Carpilor, cu excepția unor fortificații între râul Timiș și Dunăre. Nu se cunosc detalii ale situației în provincia Dacia, doar o declarație a lui Rufius Festus „în timpul împăratului Gallienus, Dacia a fost pierdută” și oprirea subită a inscripțiilor și monedelor romane din Dacia în anul 256 atestă dezintegrarea administrației romane in provincia Dacia.
Istoricul got Jordanes în lucrarea sa din 551 Getica (De Origine Actibusque Getarum) îi descrie pe goți ca fiind urmașii geților lui Burebista si Deceneus, lucru explicat de unii istorici prin apropierea fonetică a celor două cuvinte.
Confruntat cu situația gravă din provinciile Spania și Galia, care se separaseră de Imperiul Roman și își proclamaseră un Impărat Celt, și cu devastarea provinciilor din Balcani de către Goți, Carpi și alți Barbari, Aurelian (270-275) a retras administrația și restul trupelor din fosta provincie Dacia Traiana, și a stabilit cetățenii romani la sud de Dunăre, în Moesia, creând provincia Dacia Aureliană (Dacia Aureliani), divizată apoi în Dacia Ripensis, lângă Dunăre, cu capitala Ratiaria (acum Arcear în Bulgaria) și Dacia Mediterranea, cu capitala la Serdica (acum Sofia, capitala Bulgariei).
Astfel Dacia a fost prima provincie romană abandonată, și poate primul pas către dezmembrarea Imperiului Roman.
După retragerea romană, teritoriile fostei provincii Dacia au făcut parte din regatul Vizigoților. În secolul IV, aceștia au fost alungați spre vestul Europei de invaziile hunilor europeni. 

## Recucerirea Daciei de către Constantin cel Mare

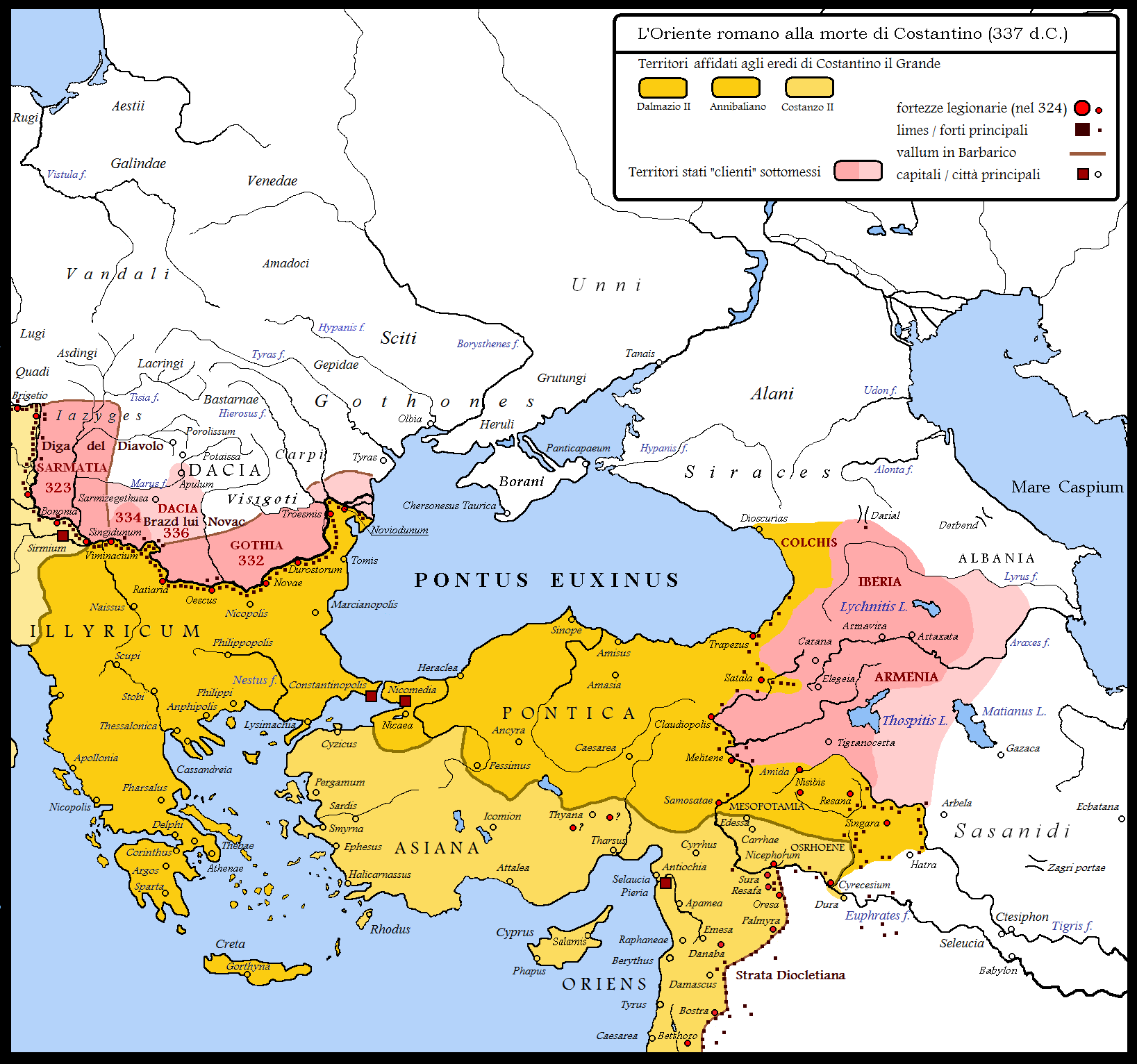
Dacia în timpul lui Constantin cel Mare (colorată în roz)

Din inițiativa împăratului Constantin cel Mare este inaugurat în 328, între Sucidava și Oescus, un pod peste Dunăre, care reflectă importanța dobândită de regiunile nord-dunărene pentru imperiu. Constantin cel Mare a lansat in iarna anului 332 o campanie împotriva vizigoților de la nord de Dunăre, fiind aliat cu sarmații. În această campanie, armata romană, condusă de fiul împăratului (Constantin al II-lea), trece pe podul lui Constantin cel Mare de peste Dunăre, construit la Sucidava (azi Celei) și îi înfrânge pe vizigoți și, ca urmare, ținuturile de la nord de Dunăre reintră pentru o perioadă sub stăpânire romană. Apoi în 334 romanii atacă triburile sarmaților care s-au răsculat și au încălcat înțelegerile, împingând mai la nord frontierele.
Limita de nord din Dacia a imperiului este marcată de Brazda lui Novac întărită cu castrul roman de la Pietroasele unde s-a instalat Legiunea a XI-a Claudia venită de la Durostorum. Limesul continua apoi la sudul Moldovei (probabil pe râul Buzău) mergând pe la nord de actualul oraș Galați și peste Prut până la lacul (limanul) Sasîc, aproape de Nistru, pe valul de pământ numit uneori și valul lui Athanaric  Cu această ocazie, Constantin și-a adăugat și titlul de Dacicus Maximus. Teritoriile romane din Dacia sunt apoi pierdute după domnia lui Iustinian cel Mare.
Probabil una dintre ultimele menționări în documente a termenului „dac” aparține istoricului grec Zosimos, care în secolul al V-lea menționează tribul numit de el „carpo-daci”, trib înfrânt de Imperiul Roman de Răsărit.

## Imperiul Roman ca Imperiul Dac
După spusele lui Lactantius, împăratul Galerius (c. 260 – aprilie sau mai 311) și-a afirmat originea dacică și s-a declarat dușman al numelui Roman, propunând chiar ca imperiul să se numească nu roman ci Imperiul Dac, spre oroarea patricienilor și senatorilor. El și-a exprimat atitudinea anti-romană imediat ce a avut funcția de împărat, tratând cetățenii romani cu cruzime exemplară, așa cum cuceritorii îi tratează pe cuceriți, totul în numele aceluiași tratament pe care victoriosul Traian l-a aplicat cu două secole înainte poporului dac.

## Dacii în izvoarele istorice din evul mediu timpuriu
În perioada formării poporului român și a limbii române au fost numeroase referiri la daci în diverse documente istorice:

### Secolul al IV-lea
Episcopul Audias împreună cu adepții săi, exilați de împăratul roman, din Mesopotamia în Scythia Minor, se afirmă în creștinarea populației dintre Nistru și Prut.

### Secolul al V-lea
Sozomenos, istoricul bisericii bizantine, a scris în lucrarea sa „Istoria bisericească” (I, 6, I), că în Dacia postromană, creștinismul a fost propovăduit atât printre goții migratori cât și la „cei care erau mai înainte vecini cu ei” 
Din unele documente reiese că Niceta din Dacia Mediterranea a fost un episcop care a propovăduit Evanghelia în Dacia și a convertit la creștinism neamuri barbare († pe la 414). Nicolae Iorga, Constantin C. Giurăscu și Radu Vulpe au scris că activitatea de evanghelizare a lui Niceta s-a realizat atât la nord cât și la sud de Dunăre.

### Secolul al VI-lea
În „Despre razboaie”, Procopius povestește despre Chilbudios (ant fost prizonier la sclavini) (VII, 14, 7-20, 14, 31-36) care s-a substituit unui general bizantin, știind latinește; e o dovadă că la nord de Dunăre se vorbea limba latină.
În „De aedificiis”, Procopius descrie cetățile Lederata (in față la Novae), Sucidava (in față la Palatiolum) și Daphne (in față la Trasmarisca /Turtucaia).
Edictul lui Iustinian (XIII din 538-539) prevedea încasarea dărilor cu ajutorul unităților militare. Nerespectarea hotărârii ducea la mutarea unității vinovate la nord de Dunare.
Novela iustiniană XI (anul 535), referitoare la întemeierea arhiepiscopiei Iustiniana Prima cu jurisdicție la Nord de Dunăre, enunța: „ambele maluri ale Dunării sunt acum populate cu cetăți ale noastre: Viminacium (azi în Serbia), Recidiva (Arcidava langa Oravița) si Litterata (azi în Serbia)”.

### Secolul al VII-lea
Teofilact Simocata în „Historiae” arată eforturile lui Mauricius de a respinge sclavinii și avarii. Generalii lui trec Dunărea și sunt menționate în Geția râurile Ilivachia și Paspiros.
Isidor din Sevilla a scris lucrarea Etymologiarum Libri Viginti arătând că dacii din vremea lui ar fi urmașii goților.
Cosmografia anonimului din Ravenna compusă după anul 680, „Dacia…care se numește și Gepidia”, indică de fapt venirea nomazilor gepizi.
Tot în lucrarea Anonimului din Ravenna apar hidronime despre „Dacorum patrias”: Tisia, Tibisia,Drica, Marisia, Arine, Gilpits, Gresia dar și Flautasis.

### Secolul al IX-lea
Iosif Genesios a folosit denumirea de „geți” (getae) într-o relatare legată de participanții la răscoala lui Toma Slavul din anul 821.
O scrisoare a lui Emmerich din Elwangen către Grimaldus, abația St.Gall menționează românii nord-dunăreni cu numele de daci (anul 860):...„gentes innumeras... Sunt his Germanique truces et Sarmata bellax-atque Getae nec non Bastarnae semina gentis-Dacorumque manus et Martia pectori Alani.” 
Chiril și Metodiu au avut mai mulți discipoli în secolul al IX-lea, dintre care doi au propovăduit creștinismul în randul slavilor  rămași printre vlahii/românii deja creștini: Jandov în Dacia (probabil Transilvania) și Moznopan în Alpibus Vallachicis (probabil Valahia Transalpina)

### Secolul al X-lea
Lexiconul Suidas din secolul al X-lea arată că la acea vreme Dacii sunt numiți Pecenegi. Acest lucru înseamnă că de fapt pecenegii au ocupat vechea Dacie, care era locuită în acel timp de români

### Secolul al XI-lea
Românii/vlahii sunt menționați în 1040 sub numele de „geți” și „daci” ca mercenari în Polonia participând la război în vremea ducelui Cazimir 
Foucher de Chartres a menționat participarea românilor la Prima cruciadă din 1095 utilizând denumirea de daci. A mai menționat și că o parte din cruciați au trecut prin „țara ungurilor”. Chartres face astfel distincție între daci și unguri.
Ana Comnena descrie românii balcanici în Alexiada folosind termenii vlahi, dar și daci: „dacii locuiesc pe pantele de nord ale munților Haemus (Hercinici în unele traduceri), iar macedonenii pe pantele de sud.”